# نواه دانبي
نوّاه دانبي هو عارض وممثل كندي، ولد في 24 أبريل 1974 بجيلف في كندا.

## أعمال

### أفلام
- (2013) ريديك

## وصلات خارجية
- نواه دانبي على موقع IMDb (الإنجليزية)
- نواه دانبي على موقع أول موفي (الإنجليزية)
- نواه دانبي على موقع قاعدة بيانات الفيلم (الإنجليزية)